# Idioma zulú
Zulú (en idioma propio: isiZulu) es el idioma del pueblo zulú, con unos 9 millones de hablantes, la gran mayoría de los cuales (más del 95 %) vive en Sudáfrica. El zulú es el primer idioma más hablado (23 % de la población) y el idioma más hablado (46 % de la población) en Sudáfrica. El zulú es la principal lengua materna de Sudáfrica y uno de los 11 idiomas oficiales del país después del fin del apartheid. Según Ethnologue, es el segundo más hablado de los idiomas bantúes, después del suajili. Como muchas otras lenguas bantúes, se escribe con el alfabeto latino.
En inglés sudafricano, a menudo se hace referencia al idioma en su forma nativa, isiZulu.
El idioma zulú es una lengua aglutinante que forma parte de la subfamilia nguni de la familia de lenguas bantúes. Una de sus características más distintivas es el uso de consonantes que suenan como clics. Estas consonantes también están presentes en otras lenguas del sur de África. Hay tres clics básicos en zulú:
- c - Consonante dental
- q - Consonante alveolar
- x - Consonante lateral

Estos sonidos se pueden modificar de varias maneras, por ejemplo, por una aspiración, de forma que hay unos 15 sonidos cliqueantes en zulú. Esto mismo ocurre en xhosa, donde son todavía más frecuentes que en zulú.
La forma escrita del idioma está controlada por la Zulu Language Board de KwaZulu-Natal.
El conocimiento de la historia del idioma es limitada, pero existen evidencias del idioma desde el siglo XVI. Está relacionado con las lenguas shona, bemba y tsonga.

## Historia
Los zulúes, al igual que el pueblo xhosa y otros pueblos nguni, viven en Sudáfrica desde hace cientos de años. La lengua zulú posee varios sonidos de clic típicos de las lenguas sudafricanas, que no se encuentran en el resto de África. Los nguni han coexistido con otras tribus del Sur, como los san y los khoi.
El zulú, como la mayoría de las lenguas indígenas del sur de África, no fue una lengua escrita hasta la llegada de los misioneros procedentes de Europa, que documentaron la lengua utilizando la escritura latina. El primer libro de gramática de la lengua zulú fue publicado en Noruega en 1850 por el misionero noruego Hans Schreuder. El primer documento escrito en zulú fue una traducción de la Biblia que apareció en 1883. En 1901, John Dube (1871-1946), un zulú de Natal, creó el Instituto Ohlange, la primera institución educativa nativa de Sudáfrica. También fue el autor de Insila kaShaka, la primera novela escrita en zulú (1930).Otro escritor zulú pionero fue Reginald Dhlomo, autor de varias novelas históricas sobre los líderes de la nación zulú del siglo XIX: U-Dingane (1936), U-Shaka (1937), U-Mpande (1938), U-Cetshwayo (1952) y U-Dinizulu (1968). Otros autores destacados de la literatura zulú son Benedict Wallet Vilakazi y, más recientemente, Oswald Mbuyiseni Mtshali.
La forma escrita del zulú estaba controlada por el Consejo de la Lengua Zulú de KwaZulu-Natal. Este consejo se ha disuelto y ha sido sustituido por el Pan South African Language Board, que promueve el uso de las once lenguas oficiales de Sudáfrica.

## Descripción lingüística
El zulú es una lengua bantú meridional similar a las otras lenguas del grupo nguni. El zulú muestras rasgos fonológicos atribuibles a un substrato o contacto estrecho con lenguas khoisán, como la presencia de chasquidos consonánticos.
El zulú emplea las 26 letras del alfabeto latino básico ISO. Sin embargo, algunas de las letras tienen pronunciaciones diferentes a las del español. Los fonemas adicionales se escriben utilizando secuencias de varias letras. El tono, la acentuación y la longitud de las vocales no se indican.
| Letra(s) | Fonema(s) | Ejemplo                                       |
| -------- | --------- | --------------------------------------------- |
| a        | /a/       | amanzi /ámáːnzi/ "agua"                       |
| b        | ɓ         | ubaba /úɓaːɓá/ "mi/nuestro padre"             |
| bh       | b         | ukubhala /úɠubâːla/ "escribir"                |
| c        | ǀ         | icici /îːǀíːǀi/ "pendiente"                   |
| ch       | /ǀʰ/      | ukuchaza /uɠúǀʰaːza/ "fascinar/explicar"      |
| d        | d         | idada /íːdaːda/ "pato"                        |
| dl       | ɮ         | ukudla /úɠuːɮá/ "comer"                       |
| e        | /e/       | ibele /îːɓéːle/ "pecho"                       |
| f        | f         | ifu /íːfu/ "nube"                             |
| g        | ɡ         | ugogo /úɡóːɡo/ "abuela"                       |
| gc       | /ᶢǀʱ/     | isigcino /isíᶢǀʱiːno/ "fin"                   |
| gq       | /ᶢǃʱ/     | uMgqibelo /umúᶢǃʱiɓéːlo/ "Sábado"             |
| gx       | /ᶢǁʱ/     | ukugxoba /uɠúᶢǁʱoːɓa/ "estampar"              |
| h        | h         | ukuhamba /úɠuháːmba/ "ir"                     |
| hh       | ɦ         | ihhashi /îːɦáːʃi/ "caballo"                   |
| hl       | ɬ         | ukuhlala /uɠúɬaːla/ "sentarse"                |
| i        | /i/       | imini /ímíːni/ "diurno"                       |
| j        | dʒ        | uju /úːdʒu/ "miel"                            |
| k        | k         | ikati /îːkáːti/ "gato"                        |
| k        | /ɠ/       | ukuza /uɠúːza/ "venir"                        |
| kh       | /kʰ/      | ikhanda /îːkʰâːnda/ "cabeza"                  |
| kl       | kx        | umklomelo /umukxómeːlo/ "premio"              |
| l        | l         | ukulala /úɠuláːla/ "dormir"                   |
| m        | m         | imali /ímaːlí/ "dinero"                       |
| m        | /mʱ/      | umama /úmʱáːma/ "mi/nuestra madre"            |
| mb       | /mb/      | imbube /ímbuːɓé/ "león"                       |
| n        | n         | unina /úniːna/ "su/su madre"                  |
| n        | /nʱ/      | nendoda /nʱéndoːda/ "con un hombre"           |
| nc       | /ᵑǀ/      | incwancwa /íᵑǀwáːᵑǀwa/ "harina de maíz agrio" |
| ng       | /ŋ(ɡ)/    | ingane /ínɡáːne/ "niño"                       |
| ngc      | /ᵑǀʱ/     | ingcosi /íᵑǀʱoːsí/ "un poco"                  |
| ngq      | /ᵑǃʱ/     | ingqondo /íᵑǃʱoːndo/ "cerebro"                |
| ngx      | /ᵑǁʱ/     | ingxenye /íᵑǁʱéːɲe/ "parte"                   |
| nj       | /ɲdʒ/     | inja /îːɲdʒá/ "perro"                         |
| nk       | /ŋk/      | inkomo /íŋkoːmó/ "vaca"                       |
| nq       | /ᵑǃ/      | inqola /íᵑǃóːla/ "carro"                      |
| ntsh     | /ɲtʃ/     | intshe /îːɲtʃé/ "avestruz"                    |
| nx       | /ᵑǁ/      | inxeba /íːᵑǁeːɓa/ "herida"                    |
| ny       | ɲ         | inyoni /íɲoːni/ "pájaro"                      |
| o        | /o/       | uphondo /úːpʰoːndo/ "cuerno"                  |
| p        | p         | ipipi /îːpíːpi/ "pipa para fumar"             |
| ph       | /pʰ/      | ukupheka /uɠúpʰeːɠa/ "cocinar"                |
| q        | ǃ         | iqaqa /íːǃaːǃá/ "turón"                       |
| qh       | /ǃʰ/      | iqhude /îːǃʰúːde/ "gallo"                     |
| r        | r         | iresiphi /iːrésiːpʰi/ "receta"                |
| s        | s         | isisu /isíːsu/ "estómago"                     |
| sh       | ʃ         | ishumi /îːʃûːmi/ "ten"                        |
| t        | t         | itiye /îːtíːje/ "té"                          |
| th       | /tʰ/      | ukuthatha /úɠutʰáːtʰa/ "tomar"                |
| ts       | ts        | itswayi /íːtswaːjí/ "sal"                     |
| tsh      | tʃ        | utshani /útʃaːní/ "hierba"                    |
| u        | /u/       | ubusuku /úɓusûːɠu/ "noche"                    |
| v        | v         | ukuvala /uɠúvaːla/ "cerrar"                   |
| w        | w         | ukuwela /uɠúweːla/ "cruzar"                   |
| w        | /wʱ/      | wuthando /wʱúːtʰâːndo/ "Es amor".             |
| x        | ǁ         | ixoxo /íːǁoːǁo/ "rana"                        |
| xh       | /ǁʰ/      | ukuxhasa /úɠuǁʰáːsa/ "apoyar"                 |
| y        | j         | uyise /újiːsé/ "su/su padre"                  |
| y        | /jʱ/      | yintombazane /jʱintómbazâːne/ "Es una niña"   |
| z        | z         | umzuzu /umúzuːzú/ "momento"                   |

Las obras de referencia y los textos antiguos pueden utilizar letras adicionales. Antiguamente, se solía indicar la implosiva /ɓ/ con la letra especial ɓ, mientras que el dígrafo bh se escribía simplemente como b. Algunas referencias también pueden escribir h después de las letras para indicar que son de la variedad depresora, por ejemplo mh, nh, yh, una práctica que es estándar en la ortografía de la Xhosa.
Los primeros textos, de principios del siglo XX o anteriores, tienden a omitir la distinción entre consonantes sordas simples y aspiradas, escribiendo estas últimas sin la h.
Los sustantivos se escriben con sus prefijos como una sola palabra ortográfica. Si el prefijo termina con una vocal (como la mayoría) y la raíz del sustantivo también empieza con una vocal, se inserta un guion en medio, por ejemplo i-Afrika. Esto sólo ocurre con los préstamos.

### Ortografía
| a        | b    | bh     | c     | ch    | d     | dl    | e        | f     | g     | gc     | gq   | gx     | h    | hh  | hl    | i        | j    | k         | kh   | kl    | l   |
| -------- | ---- | ------ | ----- | ----- | ----- | ----- | -------- | ----- | ----- | ------ | ---- | ------ | ---- | --- | ----- | -------- | ---- | --------- | ---- | ----- | --- |
| [a]      | [ɓ]  | [b]    | [kǀ]  | [kǀʰ] | [d]   | [ɮ]   | [e], [ɛ] | [f]   | [g]   | [gǀ]   | [gǃ] | [gǁ]   | [h]  | [ɦ] | [ɬ]   | [i]      | [dʒ] | [kʼ], [ɠ] | [kʰ] | [kʟ̝̊ʼ] | [l] |
| m        | mb   | mf     | mv    | n     | nc    | ndl   | ngc      | ngq   | ngx   | nhl    | nq   | ns     | nx   | ny  | nz    | o        | p    | ph        | q    | qh    | r*  |
| [m], [m̩] | [mb] | [ɱp̪fʼ] | [ɱb̪v] | [n]   | [ŋǀ]  | [ndɮ] | [ŋǀʱ]    | [ŋǃʱ] | [ŋǁʱ] | [ntɬʼ] | [ŋǃ] | [ntsʼ] | [ŋǁ] | [ɲ] | [ndz] | [ɔ], [o] | [pʼ] | [pʰ]      | [kǃ] | [kǃʰ] | [r] |
| s        | sh   | t      | th    | ts    | tsh   | u     | v        | w     | x     | xh     | y    | z      |      |     |       |          |      |           |      |       |     |
| [s]      | [ʃ]  | [tʼ]   | [tʰ]  | [tsʼ] | [tʃʼ] | [u]   | [v]      | [w]   | [kǁ]  | [kǁʰ]  | [j]  | [z]    |      |     |       |          |      |           |      |       |     |

* - sólo en extranjerismos y orígenes onomatopéyicas

### Frases
A continuación hay una pequeña lista de frases que pueden ser útiles al visitar la región donde el idioma principal es el zulú:
- Sawubona (Hola dirigido a 1 persona)
- Sanibonani (Hola a un grupo de personas)
- Umlala gahle (Buenos días)
- Unjani (¿Qué tal? a 1 persona)
- Ninjani (¿Qué tal? a un grupo de personas)
- Ngiyaphila (Estoy bien)
- Ngiyabonga (Gracias)
- Siyabonga (Te lo agradecemos)
- Isikhathi sithini? (¿Qué hora es?)
- Uhlala kuphi? (¿Dónde vas a quedarte?)
- Yebo (Sí)
- Cha (No)
- Ukhuluma isiNgisi na? (¿Habla inglés?)

## Ejemplo de texto
Artículo 1 de la Declaración Universal de los Derechos Humanos
Bonke abantu bazalwa bekhululekile belingana ngesithunzi nangamalungelo. Bahlanganiswe wumcabango nangunembeza futhi kufanele baphathane ngomoya wobunye.
Traducción: Todos los seres humanos nacen libres e iguales en dignidad y derechos y, dotados como están de razón y conciencia, deben comportarse fraternalmente los unos con los otros.

## Frases y textos de ejemplo
La siguiente es una lista de frases que se pueden utilizar cuando se visita una región cuya lengua principal es el zulú:
| Zulú                         | Español |
| ---------------------------- | --- |
| Sawubona                     | Hola, a una persona |
| Sanibonani                   | Hola, a un grupo de personas |
| ¿Unjani? / Ninjani?          | ¿Cómo estás? (singular)/ ¿Cómo están? (plural) |
| Ngiyaphila / Siyaphila       | Estoy bien. / Estamos bien. |
| Ngiyabonga (kakhulu)         | "Muchas gracias". |
| Ngubani igama lakho?         | ¿Cómo te llamas? |
| Igama lami ngu...            | "Mi nombre es... |
| ¿Isikhathi sithini?          | ¿Qué hora es? |
| ¿Ngingakusiza?               | ¿Puedo ayudarte? |
| Uhlala kuphi                 | ¿Dónde vives? |
| ¿Uphumaphi?                  | ¿De dónde eres? |
| Hamba kahle / Sala kahle     | Que te vaya bien , utilizado como despedida. La persona que se queda dice "Hamba kahle", y la que se va dice "Sala kahle'". Otras traducciones son Vete con cuidado y Ve en paz. |
| Hambani kahle / Salani kahle | Que les vaya bien , a un grupo de personas. |
| ¡Eish!                       | . (Sin equivalente europeo real, se usa en inglés sudafricano) (puedes probar con un semiexpletivo, como oh mi Dios o caramba !. Expresa una noción de conmoción y sorpresa)     |
| Hhayibo                      | ¡No! / ¡Alto! / De ninguna manera". (también se utiliza en inglés sudafricano)                                                                                                   |
| Yebo.                        | Sí. |
| Cha                          | N.º |
| "Angazi"                     | "No lo sé |
| "¿Uyasikhuluma isiNgisi na?  | "¿Hablas inglés? |
| Ngisaqala ukufunda isiZulu   | Acabo de empezar a aprender zulú. |
| Uqonde ukuthini?             | ¿Qué quieres decir? |
| Ngiyakuthanda.               | "Te amo". |

Lo siguiente es del preámbulo de la Constitución de Sudáfrica:
| Thina, bantu baseNingizimu Afrika, Siyakukhumbula ukucekelwa phansi kwamalungelo okwenzeka eminyakeni eyadlula; Sibungaza labo abahluphekela ubulungiswa nenkululeko kulo mhlaba wethu; Sihlonipha labo abasebenzela ukwakha nokuthuthukisa izwe lethu; futhi Sikholelwa ekutheni iNingizimu Afrika ingeyabo bonke abahlala kuyo, sibumbene nakuba singafani. |

Traducción:
| Nosotros, el pueblo de Sudáfrica, Reconocemos las injusticias de nuestro pasado; Honramos a aquellos que sufrieron por la justicia y la libertad en nuestra tierra; Respetamos a aquellos que han trabajado para construir y desarrollar nuestro país; y Creemos que Sudáfrica pertenece a todos los que viven en ella, unidos en nuestra diversidad. |